# Teinophaus
Teinophaus is een geslacht van rechtvleugeligen uit de familie veldsprinkhanen (Acrididae). De wetenschappelijke naam van dit geslacht is voor het eerst geldig gepubliceerd in 1908 door Bruner.

## Soorten
Het geslacht Teinophaus omvat de volgende soorten:
- Teinophaus hodgei Shane, 1948
- Teinophaus matilei Amédégnato & Poulain, 2000
- Teinophaus saussurei Bruner, 1908